# Kiss Land
Kiss land er debutalbummet af den canadiske artist The Weeknd. Albummet udkom 1. januar 2013.